# Jean Despeaux
Jean Sylvain Despeaux (Parigi, 22 ottobre 1915 – Largentière, 25 maggio 1989) è stato un pugile francese.

## Palmarès
Olimpiadi
- 1 medaglia:
  - 1 oro (pesi medi a Berlino 1936)